# Семберия
Семберия (на сръбски: Семберија или Semberija; на босненски: Semberija) е географски регион в североизточната част на Босна и Херцеговина.
По-голямата част от Семберия се намира в Република Сръбска и само малка част от нея е на територията на Федерация Босна и Херцеговина.
Разположена е между реките Дрина и Сава и планината Майевица. Регионът има плодородна земя (някога дотам се е простирало Панонско море), климатът е умерено-континентален, а населението му е предимно сръбско. Най-големият град в Семберия е Биелина, с около 109 000 жители.